# Wien Ottakring
Wien Ottakring (niem: Bahnhof Wien Ottakring) – przystanek kolejowy w Wiedniu, w dzielnicy Ottakring, w Austrii. Znajduje się na Vorortelinie, na wysokim nasypie pomiędzy Thaliastraße (z linią tramwajową 46) i Hasnerstraße oraz między Paltaufgasse, i Huttengasse. Jego nazwa pochodzi od dawnej wsi Ottakring, będącej od 1892 w granicach Wiednia. Budynek dwora jest obiektem zabytkowym. Od roku 1998 znajduje się tu stacja metra na linii U3.

## Stacja S-Bahn
W dniu 30 kwietnia 1979 rząd federalny oraz władze Wiednia zdecydowały o powstaniu linii S-Bahn na Vorortelinie. W dniu 31 maja 1987 roku, stacja po gruntownym remoncie i pracach elektryfikacyjnych na całej Vorortelinie powstała linia S45. Stacja S-Bahn posiada dwa boczne perony (peron 1: 190 m, peron 2: 170 m).

## Stacja metra
Od 5 grudnia 1998 znajduje się obok historycznej stacji, nowa stacja metra, będąca zachodnim krańcem linii U3. Wraz z otwarciem metra, plac przed dworcem został przebudowany.
Stacja posiada 2 perony, jeden wyspowy i jeden boczny. Na południe od stacji, znajdują się tory odstawcze i hala przeglądowa.
Schody ruchome i stacjonarne prowadzą do tunelu w ramach holu recepcyjnego. Tunelem można przedostać się na perony S-Bahn oraz do ulicy. Dzięki temu istnieje możliwość na przesiadkę na linie tramwajowe 2 i 46, a także kilka linii autobusowych. W bezpośrednim sąsiedztwie HTL Ottakring znajduje się parking parkuj i jedź.

## Linie kolejowe
- Vorortelinie